# أختي وحبي (رواية)
أختي وحبي (بالإنجليزية: My Sister, My Love)‏ هي رواية للكاتبة الأمريكية جويس كارول أوتس، نشرت عام 2008، عن دار نشر إيكو بريس.